# Lebia perpallida
Lebia perpallida är en skalbaggsart som beskrevs av Ronald B. Madge. Lebia perpallida ingår i släktet Lebia och familjen jordlöpare. Inga underarter finns listade i Catalogue of Life.